# 2. Międzynarodowy Festiwal Filmowy w Cannes
2. Międzynarodowy Festiwal Filmowy w Cannes odbył się w dniach 12−25 września 1947 roku.
Jury pod przewodnictwem francuskiego historyka Georges'a Huismana przyznało równorzędną nagrodę główną festiwalu, Grand Prix, pięciu pełnometrażowym filmom w różnych kategoriach gatunkowych: amerykańska Rewia na Broadwayu Vincente Minnellego uznana została najlepszą komedią muzyczną, francuski film  Antoni i Antonina Jacques'a Beckera wyróżniono w kategorii filmu psychologiczno-melodramatycznego, amerykański Krzyżowy ogień Edwarda Dmytryka nagrodzono za najlepszy film społeczny, francuski obraz Potępieńcy René Clémenta - za najlepszy film przygodowo-kryminalny, a amerykańskiego Dumbo Bena Sharpsteena uznano za najlepszy film animowany.

## Jury Konkursu Głównego
- Georges Huisman, francuski historyk − przewodniczący jury[2]
- Raymond Borderie, francuski producent filmowy
- Georges Carrière, francuski krytyk filmowy
- Jean-François Chosson, przedstawiciel Francuskiego Narodowego Centrum Kinematografii
- Joseph Dotti, francuski krytyk filmowy
- Escoute, przedstawiciel władz miejskich w Cannes
- Jean Grémillon, francuski reżyser
- Maurice Hille, francuski krytyk filmowy
- Robert Hubert, francuski scenograf filmowy
- René Jeanne, francuski krytyk filmowy
- Alexandre Kamenka, francuski producent filmowy
- Jean Mineur, przedstawiciel Francuskiego Narodowego Centrum Kinematografii
- Henri Moret, francuski krytyk filmowy
- Jean Nery, francuski krytyk filmowy
- Maurice Perisset, francuski krytyk filmowy
- Georges Raguis, przedstawiciel związków zawodowych
- Georges Rollin, francuski aktor
- Régis Roubin, francuski krytyk filmowy
- Marc-Gilbert Sauvajon, francuski scenarzysta
- Segalon, francuski krytyk filmowy
- René Sylviano, francuski kompozytor